# Кільце (геральдика)
У геральдиці кільце (тобто «маленьке кільце») є загальною геральдичною фігурою. Він може посилатися на звичай прелатів, щоб отримати їх одягання per baculum et annulum («вудки і кільце»), а також може бути описана як коло, яке було «продірявлене» (тобто з отвором в центрі). В англійській та канадській геральдиці вінкільце також використовується як бризура п'ятого сина.